# Clã Fergusson
O Clã Fergusson é um clã escocês da região das Terras Baixas, Escócia.
O atual chefe é Sir Charles Fergusson de Kilkerran, 9º Barão de Kilkerran.